# Capactala
Capactala (auch Capactila, Capajtala oder Mariscal Braun) ist eine Ortschaft im Departamento Chuquisaca im südamerikanischen Andenstaat Bolivien.

## Lage
Capactala ist der zentrale Ort des Kanton Mariscal Braun im Municipio Tarvita in der Provinz Azurduy. Die Ortschaft liegt auf einer Höhe von 2370 m am linken, östlichen Ufer des Río San Antonio, der sechs Kilometer westlich von Capactala in den Río Pilcomayo mündet.

## Geographie
Capactala liegt zwischen dem Altiplano im Westen und dem Tiefland im Osten in einem der nord-südlich verlaufenden Seitentäler der bolivianischen Cordillera Central.
Das Klima der Region ist ein ausgesprochenes Tageszeitenklima, bei dem die Temperaturunterschiede zwischen Tag und Nacht deutlicher schwanken als die Durchschnittswerte zwischen Sommer und Winter. Die jährliche Durchschnittstemperatur liegt bei 14 °C (siehe Klimadiagramm Azurduy), die Monatswerte schwanken zwischen 10 °C im Juni/Juli und 16 °C im Dezember/Januar. Der Jahresniederschlag hat einen Wert von knapp 550 mm, mit einer Trockenzeit und monatlichen Werten unter 10 mm von Mai bis August und Höchstwerten von 100 bis 110 mm von Dezember bis Februar.

## Verkehrsnetz
Capactala liegt in einer Entfernung von 224 Straßenkilometern südöstlich von Sucre, der Hauptstadt Boliviens und des Departamentos.
Von Sucre aus führt nach Osten die 976 Kilometer lange Nationalstraße Ruta 6, die Sucre mit dem bolivianischen Tiefland und der dortigen Millionenstadt Santa Cruz verbindet. Sie erreicht die Stadt Tarabuco nach 67 Kilometern. Von Tarabuco aus führt dann eine Höhenstraße nach Süden bis zu der Ortschaft Icla und weiter über Chahuarani, Jatun Mayu und Pampas de Leque nach Capactala und weiter nach Tarvita.

## Bevölkerung
Eine Einwohnerzahl der Ortschaft ist im vergangenen Jahrzehnt deutlich zurückgegangen:
| Jahr | Einwohner         | Quelle       |
| ---- | ----------------- | ------------ |
| 1992 | keine Detaildaten | Volkszählung |
| 2001 | 575               | Volkszählung |
| 2012 | 390               | Volkszählung |
| 2024 |                   | Volkszählung |